# 안민당
안민당(安民黨)은 대한민국 제11대 국회의원 선거에서 1석의 당선자를 내던 대한민국의 정당이다.
당시 당선자는 전라남도 여수시·여천군·광양군 선거구(제4선거구)에서 당선되던 신순범이다.